# Lemophagus pulcher
Lemophagus pulcher är en stekelart som först beskrevs av Szepligeti 1916.  Lemophagus pulcher ingår i släktet Lemophagus och familjen brokparasitsteklar. Inga underarter finns listade i Catalogue of Life.